# 大穆爾塔區

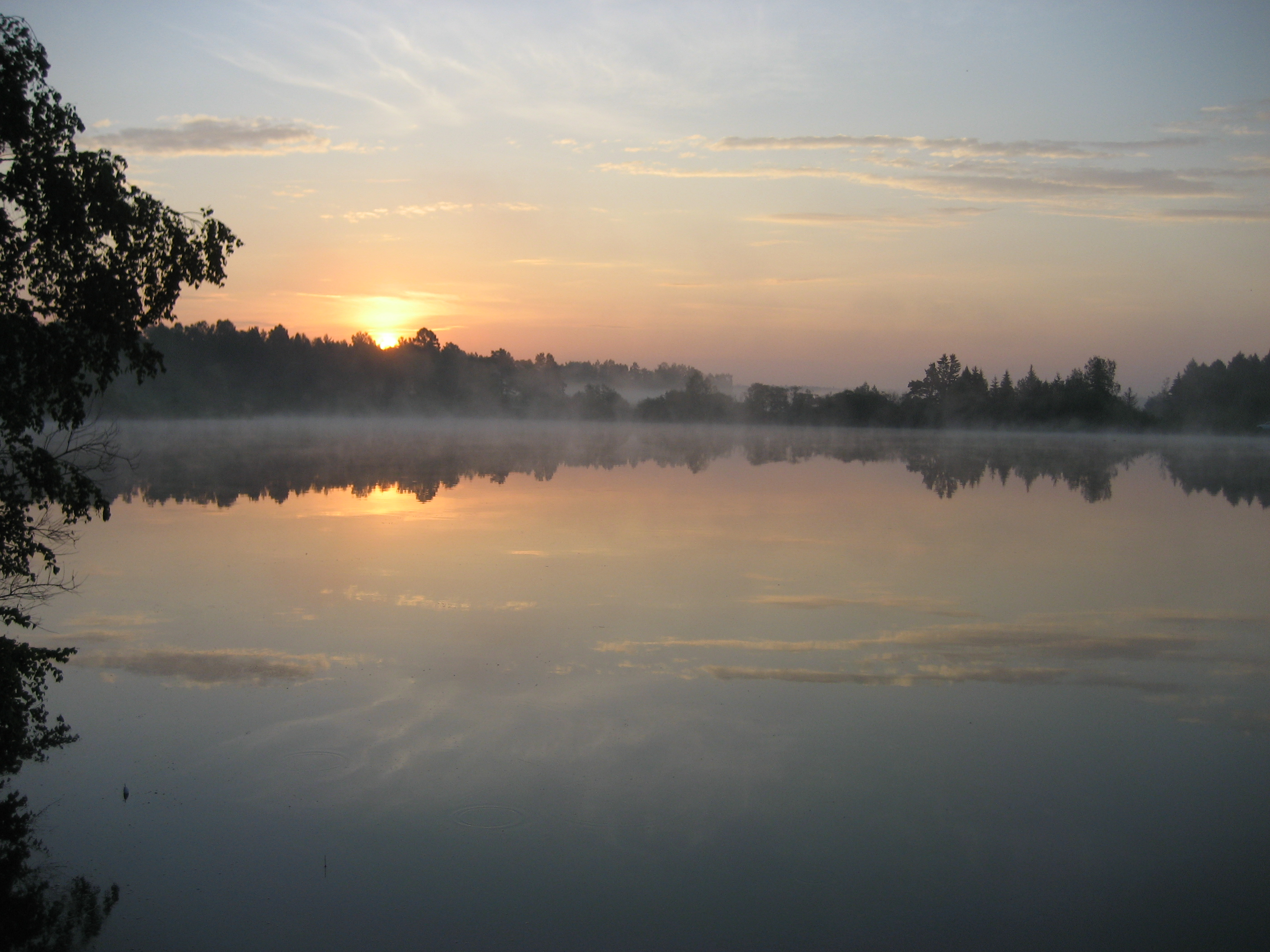

56°54′25″N 93°09′59″E / 56.90694°N 93.16639°E
大穆爾塔區（俄语：Большемуртинский район），是俄羅斯的一個區，位於該國中部，由克拉斯諾亞爾斯克邊疆區負責管轄，始建於1924年4月4日，面積6,856平方公里，2010年人口19,115，人口密度2.79人/km²。